# Levhart mandžuský
Levhart mandžuský, také levhart amurský nebo levhart skvrnitý mandžuský, (Panthera pardus orientalis nebo Panthera pardus amurensis) je kriticky ohrožený poddruh levharta skvrnitého. Jedná se o jednu z nejvzácnějších kočkovitých šelem na světě. Odhaduje se, že v současnosti (2019) žije ve volné přírodě asi 86 dospělých jedinců a okolo 20 mláďat. 176 čistokrevných levhartů mandžuských žilo v roce 2012 v zajetí, z toho 5 v zoologické zahradě v Praze (více viz níže Chov v Zoo Praha).

## Vzhled

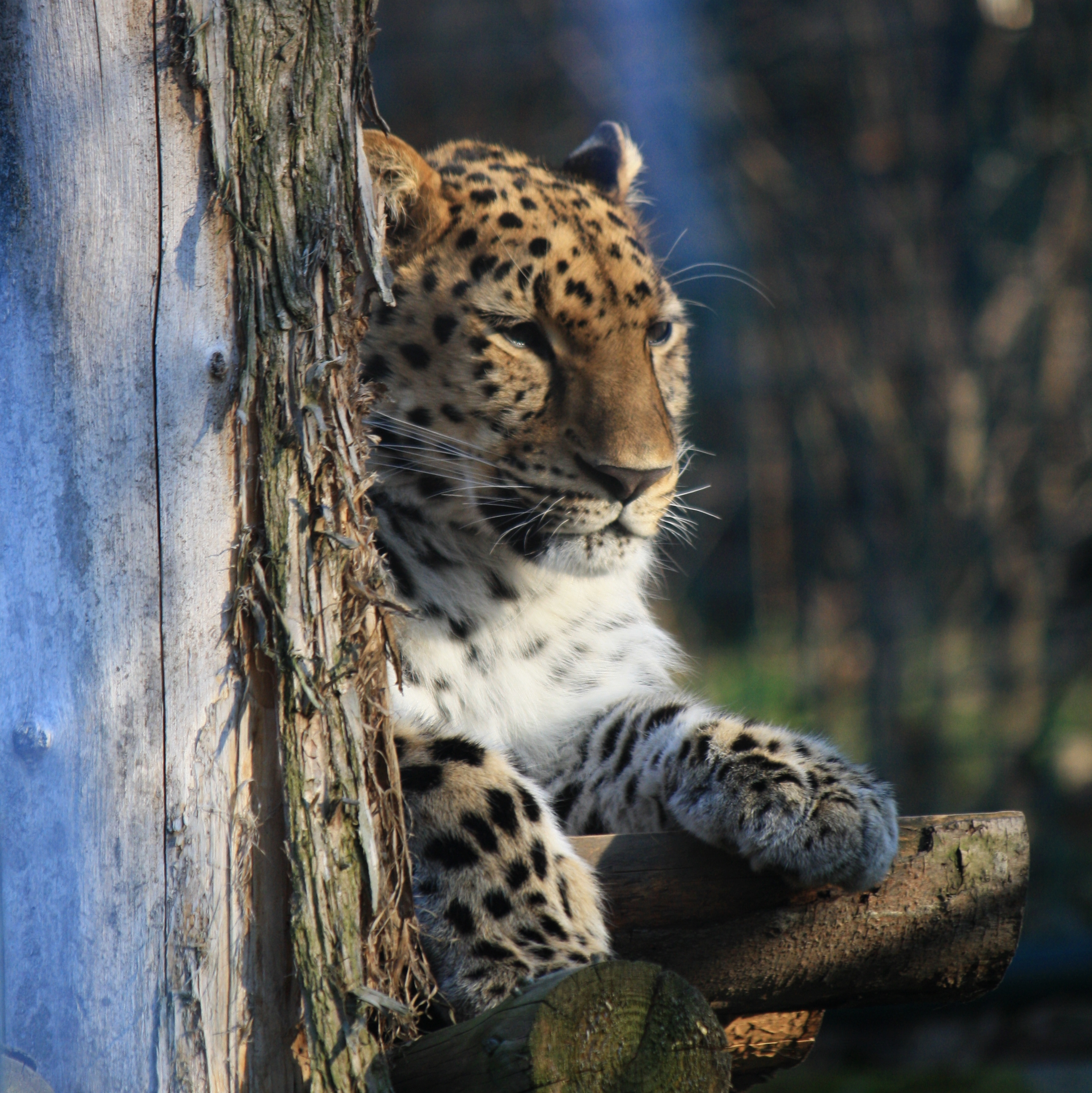
Levhart mandžuský (Panthera pardus orientalis) v Zoo Praha.

Od ostatních osmi poddruhů levharta skvrnitého se liší především světlejší barvou a delší srstí přibližně 25 mm dlouhou v létě a až 70 mm v zimě. Má šedé oči a dlouhý hustý ocas o délce 60–97 cm. Celková velikost jde spíše proti Bergmannovu pravidlu a je tak v porovnání s ostatními levharty průměrná či mírně podprůměrná. Délka včetně ocasu dosahuje 190–226 cm. Výšku kohoutku 50–75 cm. Samice váží od 25 do 42,5 kg a samci 32 až 53 kg, výjimečně až 60 kg. Některé zdroje udávají údaje mírně vyšší. V roce 1994 byl odchycen a rádiově označen samec L-Ppo 03 s následujícími mírami: hmotnost 68 kg, délka těla 128 cm, délka ocasu 95 cm, šířka paty přední končetiny 7,5 cm.

## Výskyt
Je to nejseverněji žijící poddruh levharta. Žije v oblasti, kde zimy dosahují silně záporných teplot. Jeho přirozeným biotopem jsou člověkem nedotčené listnaté a smíšené husté lesy, kde je dostatek kopytníků a jelenů. Původně byl široce rozšířen v nejjižnějších částech ruského Dálného východu (zhruba po 45° s.š.), v severovýchodní Číně a na Korejském poloostrově. Na většině tohoto území byl již vyhuben. Poslední levhart v Koreji byl uloven v roce 1962. V Číně došlo k prudkému poklesu počtu levhartů v 70. letech 20. století a v 80. letech žilo v Číně méně než 10 levhartů mandžuských (u hranic s Ruskem). V Rusku pak do roku 1985 levharti zcela zmizeli z pohoří Sichote-Aliň  a přetrvala jen malá populace 25–35 leopardů na jihozápadě Přímořského kraje. Počet jedinců žijících ve volné přírodě v posledních několika desetiletích pozvolna vzrůstá.

## Způsob života
Levhart mandžuský je převážně noční živočich, velmi opatrný a těžko pozorovatelný. Hlavní kořistí této šelmy jsou srnci, jeleni sika a další jelenovití, dále zajíci, divoká prasata, ptáci, hlodavci a jezevci.
Jsou zřejmě schopni koexistovat s tygry, aniž by to snižovalo jejich populaci.  To potvrzuje např. současný růst počtu tygrů a levhartů v národním parku „Země leoparda“. Park „Země leoparda“ je domovem většiny divoké populace levharta mandžuského a také velké skupiny tygra ussurijského. V roce 2021 bylo v tomto národním parku zaznamenáno asi 100 levhartů a 31 tygrů. V tomto roce měl přitom národní park „Země leoparda“ nejvyšší hustotu tygrů mezi rezervacemi a národními parky Ruska. Nicméně nedostatek informací o vzájemném soužití těchto velkých koček zatím ale neumožňuje přesnější závěry.
Březost samic trvá 90–105 dní. Mají většinou 1–4 mláďata, přičemž obvyklý počet jsou 2. Mladí jedinci zůstávají s matkami zhruba do 2 let věku. Samice poprvé zabřeznou ve 3–4 letech. Velkým problémem miniaturní populace tohoto levharta je vzájemné křížení, které vede k degeneraci a k úmrtí mláďat. Například mládě samice jménem Skrytnaja, které bylo nafilmováno v dokumentu Animal Planet The Last Leopard a BBC Planeta Země, zemřelo v 18 měsících, neboť mělo stejného otce jako jeho matka.
V přírodě se dožívají 10–15 let, v zajetí to může být až 20.

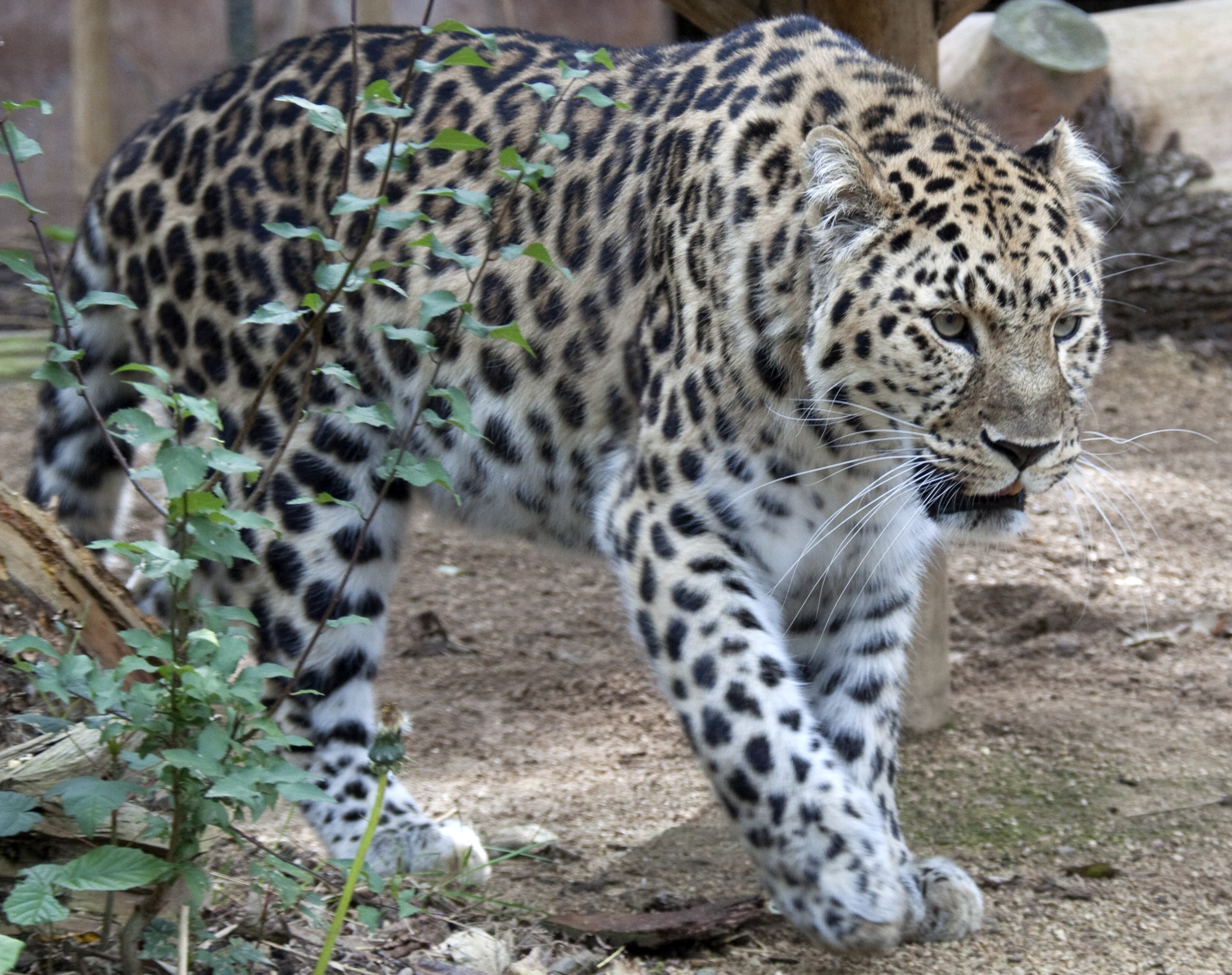
Levharti ze zoo jsou důležitou nadějí pro přežití druhu

## Snaha o záchranu
Přežití levhartů mandžuských v současnosti doslova visí na vlásku. Může za to úbytek přirozené kořisti v důsledku kácení lesů, nelegální lov, lesní požáry, lidské „rozvojové“ stavební projekty a příbuzenské křížení. Ruské a západní ochranářské skupiny utvořily organizaci s názvem Amur Leopard and Tiger Alliance (ALTA), která se má pokusit levharty a tygry ussurijské, kteří jsou rovněž ohroženi, zachránit. Tato organizace má 4 protipytlácké týmy, protipožární tým, monitoruje levhartí stopy a pohyb, kompenzuje ztráty, pokud levhart či tygr uloví dobytek, zabývá se šířením osvěty o těchto šelmách na školách, vytváří mediální projekty, spolupodílí se na rozšiřování chráněného území atd. Cílem je zajistit existenci dvou životaschopných populací levhartů. Jedna by měla mít nejméně 35 dospělých samic (celkem 100 jedinců) a měla by být v oblasti „Primorje“, druhá by měla čítat alespoň 20 dospělých samic (z celkem 60 jedinců) a pokrývat oblast původního výskytu. Jelikož volně žijící populace je zoufale malá a je zde velké nebezpečí příbuzenského křížení, musí se část populace doplnit ze zoologických zahrad a speciálních reintrodukčních center. Zvýšením nadějí pro tyto šelmy je zřízení rozsáhlého parku jménem „Země leoparda“, jehož vytvoření schválila ruská vláda v dubnu 2012. V roce 2022 měl rozlohu 4 710 km2. Ruské úřady zavedly i další ochranářské opatření. Levhartům je dovoleno zabíjet domácí zvířata s tím, že zemědělcům za to bude poskytnuta kompenzace státem podporovanou pojišťovnou, ovšem jen za předpokladu že predátora nezabijí. V roce 2016 byl v severovýchodní Číně u hranic s Ruskem vytvořen Národní severovýchodní park tygra a leoparda o rozloze 14 600 km2. V květnu 2023 byl v pohoří Sichote-Aliň úspěšně zahájen projekt reintrodukce leoparda. K vypuštění prvních dvou volně žijících levhartů došlo v přírodní rezervaci Ussurijskij, do které byli přemístěni samec a samice z Národního parku Země Leoparda.
Snahou o záchranu levharta mandžuského se zabývá i WWF. Jednou z možností, jak mohou pomoci „obyčejní lidé“ je dálková „adopce“.

## Chov v zoo
Tento poddruh levharta byl v srpnu 2019 chován přibližně v pěti desítkách evropských zoo. V rámci toho ve třech českých zoo:
- Zoo Olomouc – např. 15. února 2013 se narodilo mládě (samička), k 1. 4. 2025 se zde narodilo celkem 12 mláďat
- Zoo Praha

V roce 2019 je chovala i Zoo Ústí nad Labem, ale v roce 2021 s chovem skončila.
Na konci roku 2000 byl čistokrevný levhart mandžuský chován pouze v šesti zoo světa v počtu 19 jedinců, z toho pět v Praze. Na jaře 2015 bylo v Evropě chováno 105 levhartů mandžuských ve 37 zoo.

### Chov v Zoo Praha
V Zoo Praha, která patří mezi světově významné chovatele tohoto levharta, je tento poddruh chován s přestávkami od počátku 60. let 20. století. V roce 1961 byl jako první přivezen samec Miška, jenž byl dovezen z Ruska, z volné přírody.
Soustavnější chov se datuje od roku 1992. První čistokrevná mláďata byla odchována v roce 1997. Roku 1999 přišel na svět jeden samec. V roce 2001 následoval sameček Edward. Další odchov následoval po třinácti letech, když se 25. listopadu 2013 se narodila trojčata. Ke konci roku 2018 byl chován pár těchto zvířat. Kurátor Dr. Pavel Brandl je členem komise evropského záchovného programu (EEP) pro tento poddruh. Do současnosti se podařilo odchovat sedm mláďat.
Levhart mandžuský je k vidění v expozici v horní části zoo v rámci expozičního celku Severský les.